# Prêmio Memorial Weldon
O Prêmio Memorial Weldon (em inglês:  Weldon Memorial Prize, também conhecido como em inglês:  Weldon Memorial Prize and Medal, é concedido anualmente pela Universidade de Oxford. O prêmio é para ser concedido
sem ter em conta a nacionalidade ou afiliação a uma universidade para uma pessoa que, no julgamento dos eleitores, publicou nos dez anos imediatamente anteriores à data do prêmio a mais notável contribuição para o desenvolvimento de métodos matemáticos ou estatísticos aplicados à problemas em biologia. (A biologia deve, para os fins desta cláusula, ser interpretada como incluindo zoologia, botânica, antropologia, sociologia, psicologia e ciências médicas.)
É nomeado em memória de Walter Frank Raphael Weldon, antigo Linacre Professor of Zoology da universidade. Foi estabelecido através dos esforços de Francis Galton e Karl Pearson. Embora destinado a ser dado anualmente, no passado foi concedido com menos frequência.

## Recipientes
- 1911 David Heron
- 1912 Karl Pearson
- 1914 Charles Buckman Goring
- 1920 James Arthur Harris
- 1920 Ethel Mary Elderton
- 1923 Johannes Schmidt
- 1926 Major Greenwood
- 1930 Ronald Fisher
- 1932 Geoffrey M. Morant
- 1935 Egon Pearson
- 1938 J. B. S. Haldane
- 1941 Julia Bell
- 1944 Prasanta Chandra Mahalanobis
- 1947 Sewall Wright
- 1950 Lionel Penrose
- 1953 Frank Yates
- 1956 David John Finney
- 1959 E.B. Ford
- 1962 Kenneth Mather
- 1965 Motoo Kimura
- 1969 Israel Michael Lerner
- 1971 Maurice Bartlett
- 1974 David George Kendall
- 1978 Luigi Luca Cavalli-Sforza
- 1980 Robert May
- 1983 David Cox
- 1986 Tomoko Ohta
- 1989 Roy Malcolm Anderson
- 1992 George Oster
- 1995 Michael Hassell
- 1996 Martin Nowak
- 1998 John Maynard Smith
- 2000 Joseph Felsenstein
- 2001 Elizabeth Thompson
- 2002 Warren Ewens
- 2003 Richard Peto
- 2004 David Sankoff
- 2005 Geoffrey West
- 2006 Nancy Kopell
- 2007 Brian Charlesworth
- 2008 Peter Donnelly[1]
- 2009 David Spiegelhalter
- 2010 Russell Lande
- 2011 David Haussler
- 2012 Gilean McVean
- 2013 Karl John Friston
- 2014 John McNamara
- 2015 David J. Brenner
- 2016 Sarah P. Otto
- 2017 Shripad Tuljapurkar
- 2018 Angela McLean